# Дяволът в мен
„Дяволът в мен“ (на английски: The Devil Inside) е американски филм на ужасите от 2012 г. на режисьора Уилям Брент Бел, който е съсценарист със Матю Питърман. Продуциран е от Питърман и Морис Полсън. Във филма участват Фернанда Андраде, Саймън Куартерман, Евън Хелмът и Сюзън Кроули. Филмът е пуснат по кината на 6 януари.